# Cinerama (Band)
Cinerama ist eine britische Pop-Band. Sie wurde 1998 von David Gedge, dem Sänger der Rockband The Wedding Present, und seiner damaligen Freundin Sally Murrell gegründet. Cinerama veröffentlichten drei Studioalben: Va Va Voom (1998), Disco Volante (2000) und Torino (2002). Die Alben erhielten respektable Kritiken, waren aber kommerziell nicht besonders erfolgreich. Gedge und Murrell trennten sich 2003. Bei den Aufnahmen zur CD Take Fountain beschloss David Gedge das offizielle Ende von Cinerama.
2004 erschien „posthum“ die DVD Get Up and Go. In den Jahren 2007 bis 2014 veröffentlichten Cinerama einige Kompilationen, u. a. Peel Sessions sowie eine Live-CD.
Live traten Cinerama seit 2009 bei David Gedges At the Edge of..-Festival auf. Das Line-up entsprach im Wesentlichen dem von The Wedding Present. Im Mai 2015 soll von Cinerama eine völlige Überarbeitung des Wedding-Present-Albums Valentina erscheinen.